# 长相守
《长相守》（英語：The Twin Flower Legend）曾名《木槿花西月锦绣》，是一部2020年中国大陆古装剧，背景为五代十国，该剧改编自海飘雪同名小说。由于小彤、关智斌、毛晓慧、楷旋领衔主演，2020年5月15日于优酷、爱奇艺和腾讯视频首播。於Youtube頻道播映，又名為《木槿傳》，2022年4月7日上傳

## 播出时间
| 频道                 | 所在地   | 播出日期      | 播出时间                    | 备注     |
| -------------------- | -------- | ------------- | --------------------------- | -------- |
| 优酷/爱奇艺/腾讯视频 | 中国     | 2020年5月15日 |                             |          |
| 八度空间             | 马来西亚 | 2022年1月6日  | 每逢周一至四晚上21:00-22:00 | 亚洲精选 |

## 劇情
中和元年，華夏大地狼煙四起，在西都原家與巴蜀竇家的扶持下，皇帝軒忠建立了東庭王朝，然時過境遷，竇家開始垂涎皇位，原家則不滿東庭王朝之暴戾，東庭王朝陷入雙雄爭霸的局面，時有二聖，花斌與金谷真人，二人百年家學妙靈機，通天文，曉地理，傳「得二聖者得天家」，原、竇兩家竭盡所能尋找二聖，以天下為戰局為序幕，正在緩緩拉開……

## 演员列表

### 主要演员
| 演員   | 角色   | 介紹 |
| 于小彤 | 原非白 | 司馬遽的攣生二弟，四大公子之首，於詩會拔得頭名世人尊稱踏雪公子，大塬朝二帝世祖皇帝，紫陵宮東營暗宮主人，居於西楓苑，原家三公子。因民間謠傳誤解，原非白被迫奉父侯命至君加寨斬殺花木槿，但最終卻以削其一縷髮絲替代斷頭回府覆命。「大原王朝」升任靜王－協管三省、掌管六部之能、代行太子之能。「榮記」商鋪例銀遭搶一案，因太平賢王張之嚴，運用己身私人關係網，幫「榮記」解燃眉之急，遭人（花锦绣）妬匿名上報皇帝，致皇帝猜忌，下令讓靜王回封地（陝州）自省。 |
| 于小彤 | 司马遽 | 原非白的攣生長兄，原名非黛，因祖制（老宮主歿）自小過繼司馬家掌暗宮。原青江為了自己的野心和私心，將自己的親生兒子送入暗宮，交給原青山(原青江的孿生大哥)和司馬瑤撫養，改名為司馬遽，成第十代暗宮主人。 |
| 毛晓慧 | 花木槿 | 花家的孿生大姐，和原非白、段月容、原非钰上演了情感纠葛。為六子之首，是小五義中的四姊，配發原家雜役房，木丫頭。嫁給原非白做妾。幼年時因曾救原非白一命，互換玉簪與彈弓友好。於往南國逃難中，因瘴氣之傷，誤投入君家寨，為避禍（化名莫問），因幫寨民驅離匪兵，特讓族長入君家寨族譜，改姓為"君"，是為「君莫問」。逃難途中曾撿拾、收養一养女，取名为夕颜。因民間謠傳誤解，原非白被迫奉父侯命至君加寨斬殺花木槿，但最終卻以削其一縷髮絲替代斷頭回府覆命。逃得生路的木槿，長年以往，均以南國義商「君莫問」名義，大展商路，常以「以物易物」方式四處賺錢。由於原非白軍餉奇缺，特將為數巨量的商銀匿名捐助元德軍，因故被原家暗子推落山谷，促讓金谷山人拯救，置放於桃花谷外，亦誤撞已歸隱山林的大哥。因緣際會小五義之剩餘四人齊聚桃花谷，共商退敵計畫。因無法商借到南國太子之大軍，轉借江州向義兄張之嚴商借兵源拯救其夫（原非白）之元德軍。為搶軍功與原家暗衛合謀計退麟德軍（二哥宋明磊率領）。因主籌平定王皇后逼宮弒君之亂,新任皇（軒復徹）賜封「貞靜公主」，以皇家禮與原非白完婚。為救助南國瘟疫，不得已將《商訊》默文給其妹使用。其妹錦繡因使用《商訊》不當，錯失大量錢財，並將過錯推諉於木槿，拒絕再次提供藥材。飛白聞訊緊急趕回協助木槿調動藥材。「大原王朝」升任靜王妃－執掌一國商賈，因為權貴，故退居幕後掌控全地域之「君記商鋪」。由於皇族干涉商務，致木槿事前安排新商鋪「榮記」與其打對臺，逐步蠶食「君記」，慢慢讓「君記」倒閉。後又將商鋪「榮記」全數轉交皇帝，間接促其變更為皇商。「榮記」商鋪例銀遭搶一案，因太平賢王張之嚴，運用己身私人關係網，幫「榮記」解燃眉之急，遭人（花锦绣）妬匿名上報皇帝，致皇帝猜忌，下令讓靜王妃宮內密室禁閉，無皇恩不可擅離。 |
| 楷旋   | 花锦绣 | 花木槿之妹，为荣华及避禍而嫁原青江为妾，因紫園危難，拯救原家二小姐有功，令侯爺欣喜，受封為紫園側夫人（代理掌管紫園事務），後又與侯爺一齊搶回傳國玉璽，被新任皇受封為紫暘夫人。侯爺於後再加碼賜其原家精兵100人（號為奉德軍）。后在原奉定协助下成为太后。是小五義中的老么，同初畫配發榮寶堂做武侍姬，喜歡司馬遽（但錯把其認為是孿生弟－原非白），為了他，放棄幸福。劇末則為侯爺子－原非流之母。為搶軍功，像侯爺請命援軍戰場，得知二哥已找尋到已歸隱山林的大哥，為使絆，亦滲入小五義們的意外聚會。在潘家軍戰敗後，不欲搶下景宮城池，帶領已大量徵兵之奉德軍（花锦绣率領）轉攻下江北道沿路五城池，打通江北道至東庭道路。因協助引發王皇后逼宮弒君之亂,其夫王原青江（原清江）卻以稀世珍寶、綾羅綢緞打發。藉其姊為救助南國瘟疫，逼迫其姊與交換《商訊》默文給己使用。錦繡因使用商訊不當，將過錯均推諉於木槿，拒絕再次提供藥材。「大原王朝」升任貴妃－配合于飛燕將軍製造兵器、甲衣。 |
| 关智斌 | 段月容 | 大理段氏，四大公子之一紫月公子。喜歡花木槿。與花锦绣一樣擁有紫瞳。妃嬪眾多，和他羈絆最深的四個女人分別是楊綠水、佳西娜、卓朗朵姆、君莫問（花木槿）。於往南國逃難中，因瘴氣之傷，誤投入君家寨，為避禍（化名朝珠）。逃難途中曾撿拾、協助（莫問）收養一养女，取名为夕颜。為得到木槿的感情，在外以木槿的丈夫（以養女夕顏立場）名義行走各界。在景宮城一役，本想幫木槿拯救陷入苦戰的元德軍，但因父皇病危及南國朝政，只得撤軍回朝。並被父皇逼立下誓言「南國不滲入中原紛爭」。為持續等待木槿之南歸，獨排眾議將夕顏預立接傳皇嗣位。為救助南國瘟疫，發函木槿求助稀有藥材，當取得少許藥材用於君家寨成功，為救助南國眾多疫區，再次發函向木槿求助。 |

### 六子之心
| 演員         | 角色           | 介紹 |
| 張藝瀧       | 飛燕           | 小五義大哥，配發東營。燕子軍首領，輔佐原非白。於新任皇（軒復徹）東都上位後，為掃除南方倭賊，平定邊疆，自五品校尉加封為先鋒大將軍。於出發前一晚，娶初畫為妻。於邊疆駐守，被其父潘正越襲擊，在戰中被其父釋放而逃，因此受新任皇（軒復徹）猜忌其投敵，為避免各方猜忌，決議與妻及燕子軍殘存勢力一同卸甲歸田、歸隱山林於桃花谷。數年後，意外碰上掉入山谷的四妹。按四妹客觀建議依本心重新帶領燕子軍出山，戰場上與其父相爭，其父不願易主投敵，最終以自噬而亡。「大原王朝」升任將軍－配合貴妃花錦繡－製造兵器、甲衣。 |
| 陳政陽張銘浩 | 宋明磊／明熙日 | 小五義二哥，四大公子之一清泉公子，字光潛，配發營。姚碧瑩的表哥。明家（滅族後）孤子、少主－明熙日（母－原輕舞、父－明風揚）。被家族逼迫臥底於世仇原家（化名宋明磊）。於傳國玉璽爭奪戰一役，救出侯爺，又讓侯爺知曉其真實身世，被新任皇受封其妻（原非煙）以公主禮儀式嫁娶。因獻良策頗多，促讓侯爺升其為原家軍軍師。因情報查出大哥下落，藉著地圖尋找到桃花谷中與大哥、四妹相聚。初時以願合併三軍齊戰（潘正越）軍，但臨陣卻按兵不動，欲藉潘家軍之手滅殺平德軍與燕子軍，在其兩敗俱傷之際，搶收漁翁之利。在潘家軍戰情失利自小路撤退之際，以前期布置圍堵潘家軍撤離路線，帶頭將領潘正越在前後兵鎮逼迫下，勉強與其兒（于飛燕）互戰而亡。宋明磊在潘家軍戰敗後，急欲搶下景宮城池，但遭四妹木槿以空城計退麟德軍（宋明磊率領）。 |
| 楊懿         | 姚碧瑩         | 小五義三姊，與香芹一同配發梨蕊閣做武侍姬，宋明磊的表妹。之後嫁給原非珏，成為了大妃娘娘。為國境內綠化因素，在爭奪大地之心一役中撞傷頭部。最終在大祭典中為救其夫被親母刺殺而亡，墓葬於地宮入口。小五義（六子）中首位下臺領便當的角色。 |
| 毛曉慧       | 花木槿         | 小五義四妹，參見主要演員。 |
| 楷旋         | 花錦繡         | 小五義五妹，參見主要演員。 |
| 李彦明       | 齊放           | 小五义六弟（於後加入），自幼起誓保護花家姊妹。在小五義尚未結拜前，因心生戾氣，在前往原府紫園途中被金谷真人收為徒弟，另行訓練欲消其戾氣。因其戾氣不洩反漲，其師藉故將其放歸武林磨練，闖出一名號「混江龍」，成為綠林之首，也因為磨礪之故，渾身戾氣轉為正氣。「大原王朝」升任靜王妃副手－立於幕前作為大掌櫃，掌控全地域之「君記商鋪」。為運送商鋪例銀，遭花錦繡暗派原奉定刺殺搶銀，雖被原家暗衛司馬遽救出，但依舊被后隨而來的原奉定再次刺殺，為保存面子自裁當場，六子中第二位下臺領便當的角色。 |

### 晋侯 原家
| 演員   | 角色   | 介紹 |
| 黄觉   | 原清江 | 晋侯，原家家主，後知曉明熙日（化名宋明磊）其母為自家親妹，後收宋明磊為半子。原家秘訓，雙生子誕，龍主九天，原家主人世世代代謹記於心，龍主九天的第一任，便是原青江（原清江）。居於原府紫辰閣（紫棲山莊）。劇末創立「大原王朝」首任皇帝。                                                   |
| 杨雨婷 | 連夫人 | 原清江的第二任正室，當今連皇后的親妹妹，掌管紫園，居住榮寶堂。后瘋。 |
| 骆文博 | 謝梅香 | 原清江的妾室，原非白之母。明風揚曾和謝梅香有過婚約，後因明風揚要娶原青舞，拋棄了謝梅香。「大原王朝」為。 |
| 赵志瑶 | 原青舞 | 原清江的妹妹，明熙日（化名宋明磊）之母，為牵制明家的棋子。與原清江不倫。於明氏滅族一役，被明風揚暗刺一刀，並充作擋箭牌使用。 |
| 强川   | 原非清 | 原家大公子。掌西營。曾送汴城當質子。非原清江親生兒子。「大原王朝」淵王－首任外交使官。因功晉升為大鴻矑一職，全權掌理邦交事務。 |
| 苑子艺 | 原非烟 | 原家二小姐。母親秦夫人已逝，原清江的第一任正室之女，為同母異父的哥哥原非清作籌謀。居於梨蕊閣。「大原王朝」公主－首任言官兼營「君記商鋪」，也是靜王妃的頂頭上司。由於皇族干涉商務，致木槿（君莫問）事前安排新商鋪「榮記」與「君記」打對臺，逐步蠶食吞噬「君記」資金，慢慢讓「君記」倒閉。 |
| 李浩滨 | 原非珏 | 四大公子之一緋玉公子，原非白的四弟。原家四公子。居於玉北齋。紅瞳有先天眼疾。原非珏本也是孿生，為了不讓其生母，如今肱月女皇生下雙生兒，讓神醫拿掉了一個。後返於肱月國繼任下任皇帝。 |
| 徐伟栋 | 原奉定 | 原家家生子，原青山和阿瑤的孩子，成了原家的子弟兵，為原家效忠，改名原奉定。和妹妹作為人質，以防原青山叛變。 |
| 刘泯廷 | 柳言生 | 連夫人的謀士，紫園總管。曾玷污过花锦绣。後於紫園一役，被原家二小姐充作棋子與花木謹交換代其出逃誘餌，而送出其頭顱。 |
| 梁健平 | 韩修竹 | 原非白的貼身幕僚。 |
| 沈时华 | 謝三娘 | 原非白的貼身管事。 |
| 李星辰 | 謝素輝 | 原非白的貼身侍者。謝三娘之子。 |
| 周雪菲 | 初畫   | 原家家生子，原家府兵。麗貴妃。 |
| 马丹旎 | 香芹   | 原家府兵。 |
| 容尔甲 | 果尔仁 | 肱月國第一勇士。原非珏的僕從。 |
| 馮棉   | 陳玉嬌 | 小五義的領路人兼乾娘，原青江麾下統領。「大原王朝」升任御前暗探－監視朝前各貴族與官員行事作為，相關訊息回報皇帝。 |

### 明家
| 演員   | 角色             | 介紹 |
| 张明明 | 明風楊           | 明家主人。明熙日之父。 |
| 章珈悦 | 明風卿           | 明家次女，明風楊之妹，明熙日之姑母。因原青江屠戮明家滿門，曾設計傷害少時原非白，導致原非白雙腿殘疾。後又將女兒姚碧瑩送入原府做府兵。 |
| 陳政陽 | 明熙日（宋明磊） | 參見六子之心。 |
| 楊懿   | 姚碧瑩           | 參見六子之心。 |

### 東庭王朝 軒家
| 演員   | 角色   | 介紹                                                                         |
| 郭鋒   | 軒忠   | 東庭王朝皇帝 被竇英華所殺                                                    |
| 米雪   | 連皇后 | 東庭王朝皇帝軒忠之皇后，為了家族利益，汲汲營營被張貴妃用計陷害，後被皇帝絞死 |
| 童唯佳 | 張貴妃 | 東庭王朝皇帝軒忠之后宮                                                       |
| 鄭曉東 | 軒复昱 | 東庭王朝四皇子，張貴妃之子。與原非煙曾有婚約。重用竇英華。                   |
| 嚴崑   | 軒复彻 | 東庭王朝三皇子，連皇后之子。                                                 |
| 韓昊軒 | 軒本緒 | 軒复彻之皇子。                                                               |
| 郭昊鈞 | 軒本复 | 軒复彻之皇子。                                                               |
| 冼色麗 | 軒淑儀 | 東庭王朝長公主，與淑環、淑琪，史稱軒氏三姊妹，皆以美貌，多智及貞烈聞名。     |
| 廖曉彤 | 王浣漓 | 軒本緒之妻，王皇后安插在軒本緒身邊，刺探奪嫡之爭的棋子。                     |

### 其他演员
| 演員   | 角色              | 介紹 |
| 元華   | 原非金／ 金谷真人 | 苯笨的師傅 。笨苯將諸葛亮留下的三十二字真言告訴了原青江，要想穩定當今的局勢，必須找到護國六子，他們分別代表了…… 帥者－了然宇宙於胸臆（四妹）、 將者－馳騁天下（五妹）、 士者－合縱連橫（二哥）、 聘者－永固邦交（三姐）、 義者－以忠弼之（大哥）、 俠者－濟弱扶傾（六弟）， 於是原清江就讓人去找天賦異禀的孩童，對他們進行培養，能力最強的六個人就是護國六子，其中領導者為六子之心(首)。 |
| 林雨申 | 張之嚴            | 江州霸主。妻子悠悠（原家暗衛）。與大原皇高談折服，自願獻城融入「大原王朝」，被升任太平賢王，封地江州。木槿的皇商「榮記」商鋪例銀遭搶一案，因張之嚴運用己身私人關係網，幫「榮記」解燃眉之急，遭人（花锦绣）妬匿名上報皇帝，致皇帝猜忌，在未下令前自焚家屋內。 |
| 徐少强 | 竇英華            | 東庭國相。 |
| 徐頴堃 | 王皇后            | |
| 潘彦妃 | 宣姜              | 竇英華麾下愛將，竇氏副將。劇末於汴城死於 飛燕之手。 |
| 葛天   | 肱月女皇          | 肱月國女皇。 |
| 韩非儿 | 楊綠水            | 世子月容的雙面間諜，幽冥教。 |
| 黄海冰 | 花斌              | 花木槿、花錦繡之父，避世居於桃花塢。將天下奇書《商訓》，《將苑》交託木槿。 |
| 宣萱   | 李柔(花母)        | 花木槿、花錦繡之母 |

## 电视剧歌曲
| 曲序 | 曲目                   | 演唱               |
| ---- | ---------------------- | ------------------ |
| 0.   | 《为时已晚》（主题曲） | 苏诗丁             |
| 1.   | 《长相守》（片头曲）   | 李琦               |
| 2.   | 《似是故人》（片尾曲） | 叶炫清             |
| 3.   | 《泉林乐土》（插曲）   | 中央少年广播合唱团 |

## 節目的變遷
| 马来西亚 八度空间 亚洲精选 星期一至四 21:00 — 22:00 | 马来西亚 八度空间 亚洲精选 星期一至四 21:00 — 22:00 | 马来西亚 八度空间 亚洲精选 星期一至四 21:00 — 22:00 |
| --------------------------------------------------- | --------------------------------------------------- | --------------------------------------------------- |
|                                                     | 长相守 (2021年10月20日—)                            |                                                     |
| 终于找到你 (2021年9月28日-2021年10月19日)           | —                                                   |                                                     |